# Ventnor City
Ventnor City es una ciudad ubicada en el condado de Atlantic en el estado estadounidense de Nueva Jersey. En el año 2010 tenía una población de 10.650 habitantes y una densidad poblacional de 1,936.4 personas por km².

## Geografía
Ventnor City se encuentra ubicado en las coordenadas 39°20′32″N 74°28′55″O / 39.34222, -74.48194.

## Demografía
Según la Oficina del Censo en 2000 los ingresos medios por hogar en la localidad eran de $42,478 y los ingresos medios por familia eran $52,701. Los hombres tenían unos ingresos medios de $31,300 frente a los $26,788 para las mujeres. La renta per cápita para la localidad era de $22,631. Alrededor del 7% de la población estaba por debajo del umbral de pobreza.

## Hijos ilustres
- Mike Segal, empresario y hombre de la política, promotor de la legalización del juego en Atlantic City
- Valerie Solanas, artista feminista, autora del Manifiesto SCUM, de origen español